# Canthon championi
Canthon championi är en skalbaggsart som beskrevs av Bates 1887. Canthon championi ingår i släktet Canthon och familjen bladhorningar. Inga underarter finns listade.